# Championnats d'Europe de biathlon 2026
Navigation
2025 2027
Les championnats d'Europe de biathlon 2026, trente-troisième édition des championnats d'Europe de biathlon, auront lieu du 26 janvier au 1er février 2026. Ils se dérouleront à Sjusjøen en Norvège. Ils font partie du second échelon mondial (IBU Cup) et rapportent des points pour le classement de l'IBU Cup 2025-2026.

## Présentation

### Choix du site organisateur
L'IBU annonce en novembre 2022 que les championnats d'Europe 2026 se dérouleront en Norvège sur le site de Sjusjøen.

### Calendrier
Les Championnats d'Europe de biathlon 2026 sont organisés selon le calendrier suivant :
| Date        | Hommes | Hommes              | Dames | Dames              |
| ----------- | ------ | ------------------- | ----- | ------------------ |
| 28 janvier  | 10:20  | Individuel (20 km)  | 14:30 | Individuel (15 km) |
| 30 janvier  | 10:45  | Sprint (10 km)      | 14:30 | Sprint (7,5 km)    |
| 31 janvier  | 10:45  | Poursuite (12,5 km) | 13:30 | Poursuite (10 km)  |
| 1er février | 10:40  | Relais (4 x 7,5 km) | 13:45 | Relais (4 x 6 km)  |

## Bilan des championnats

### Tableau des médailles
| Rang  | Pays | Or | Argent | Bronze | Ensemble |
| ----- | ---- | -- | ------ | ------ | -------- |
| 1     |      |    |        |        |          |
| 2     |      |    |        |        |          |
| 3     |      |    |        |        |          |
| Total |      |    |        |        |          |

### Athlètes multi-médaillés
| Rang | Athlète | Or | Argent | Bronze | Ensemble |
| ---- | ------- | -- | ------ | ------ | -------- |
| 1    |         |    |        |        |          |
| 2    |         |    |        |        |          |
| 2    |         |    |        |        |          |